# 마량버스여객터미널
마량버스여객터미널(馬良버스旅客터미널)은 전라남도 강진군 마량면 마량4길 11 (마량리 987-43)에 위치한 버스터미널이다. 주로 강진군 전역과 호남권을 운행한다.

## 주요 운행 노선
2025.2.4일 시간표

### 시외버스
| 방면        | 행선지                         |
| ----------- | ------------------------------ |
| 호남권 방면 | 광주, 강진, 약산, 고금, 당목항 |

### 농어촌버스
- 강진군의 농어촌버스 시간표[깨진 링크(과거 내용 찾기)]
- 장흥군 농어촌버스 또한 1일 4회 운행한다 다만 12:20분차만 장흥까지 가고 나머지는 대덕 타절이므로 이외 시간에 장흥에 가려면 대덕에서 하차후 장흥가는 시내버스로 갈아타고 가야한다

## 특이 사항
- 일부 노선의 경우 직통과 직행이 공존하고 있다.
- 주 운행 지역은 강진군을 비롯한 호남권에만 운행한다.